# Morărești (Csurulyásza község)
Morărești település Romániában, Fehér megyében.

## Fekvése
Morărești Fehér megye északnyugati részén, a Mócvidéknek nevezett néprajzi régióban, az Erdélyi-középhegységben fekvő település. Fehér és Hunyad megyék határvidékén található.

## Története
A település az 1950-es évekig Buninzsina részét képezte, majd önálló településsé vált.
Az 1966-os népszámlálás idején 322 lakosa volt, ebből 321 román és 1 egyéb nemzetiségű. A 2002-es népszámlálás idejére azonban már csak 160 fő lakta a települést, nemzetiség szerint mind románok.